# بلومبيرغ نيوز
بلومبرغ نيوز (بالإنجليزية: Bloomberg News)‏ هي وكالة أنباء دولية، تأسست في 1990 . يقع مقرها في نيويورك في الولايات المتحدة . تأسست في البداية تحت اسم بلومبرغ بيزنس نيوز لتقديم تقارير متعلقة بالأخبار المالية. أسّسها كل من رجل الأعمال مايكل بلومبرغ والصحفي ماثيو وينكلر الأمريكيين.

## تاريخ
تم تأسيس بلومبرغ نيوز على يد مايكل بلومبرغ وماثيو وينكلر في عام 1990 لتقديم تقارير الأخبار المالية لمشتركي بلومبرغ تيرمينال. تأسست الوكالة في عام 1990 بفريق من ستة أشخاص، كان وينكلر أول رئيس تحرير. في عام 2010 ، ضمت بلومبرغ نيوز أكثر من 2300 محرر ومراسل في 72 دولة و 146 مكتبًا إخباريًا في جميع أنحاء العالم.

## وصلات خارجية
- الموقع الرسمي

لم يتم العثور على روابط لمواقع التواصل الاجتماعي.